# Heinrich Johannesson
Heinrich Johannesson (Lebensdaten unbekannt) war ein deutscher Fußballspieler.

## Karriere

### Vereine
Johannesson gehörte dem Verein für Rasensport Harburg als Mittelfeldspieler an, für den er in den vom Norddeutschen Fußball-Verband ausgetragenen Meisterschaften bis Saisonende 1932/33 in der Oberliga Nordhannover, in einer von sechs regionalen Oberligen, Punktspiele bestritt. Zur Saison 1935/36 in die Gauliga Niedersachsen, eine von zunächst 16, später auf 23 aufgestockten Gauligen zur Zeit des Nationalsozialismus als einheitlich höchste Spielklasse im Deutschen Reich, aufgestiegen, konnte als Achtplatzierter die Klasse knapp gehalten werden. In der Folgesaison folgte als Neuntplatzierter der Abstieg in die Bezirksliga. In dieser Zeit kam er in dem im Jahr 1935 eingeführten Wettbewerb um den Tschammerpokal, dem Pokalwettbewerb für Vereinsmannschaften, zum Einsatz. Sein einziges Pokalspiel krönte er am 29. August 1937 bei der 2:5-Niederlage gegen Werder Bremen in der 1. Schlussrunde gleich mit einem Tor, dem Treffer zum Endstand in der 85. Minute.

### Auswahlmannschaft
Als Spieler der Auswahlmannschaft des Norddeutschen Fußball-Verbandes nahm er 1929 am Auswahlwettbewerb um den Bundespokal teil und erreichte am 28. April das auf dem Preussen-Platz, der Spielstätte des BFC Preussen, vorgesehene Finale. In der vor 22.000 Zuschauern ausgetragenen Begegnung unterlag er mit seiner Auswahlmannschaft mit 1:4 der Auswahlmannschaft des Verbandes Brandenburgischer Ballspielvereine.

## Erfolge
- Bundespokal-Finalist 1929